# María Elena
María Elena é uma comuna da província de Tocopilla, localizada na Região de Antofagasta, Chile. Possui uma área de 12.197,2 km² e uma população de 7.530 habitantes (2002)
A comuna tem em seu território o oásis Quillagua, o ponto mais seco da Terra, com um povoado com poucos recursos básicos e cerca de 150 habitantes.

## População

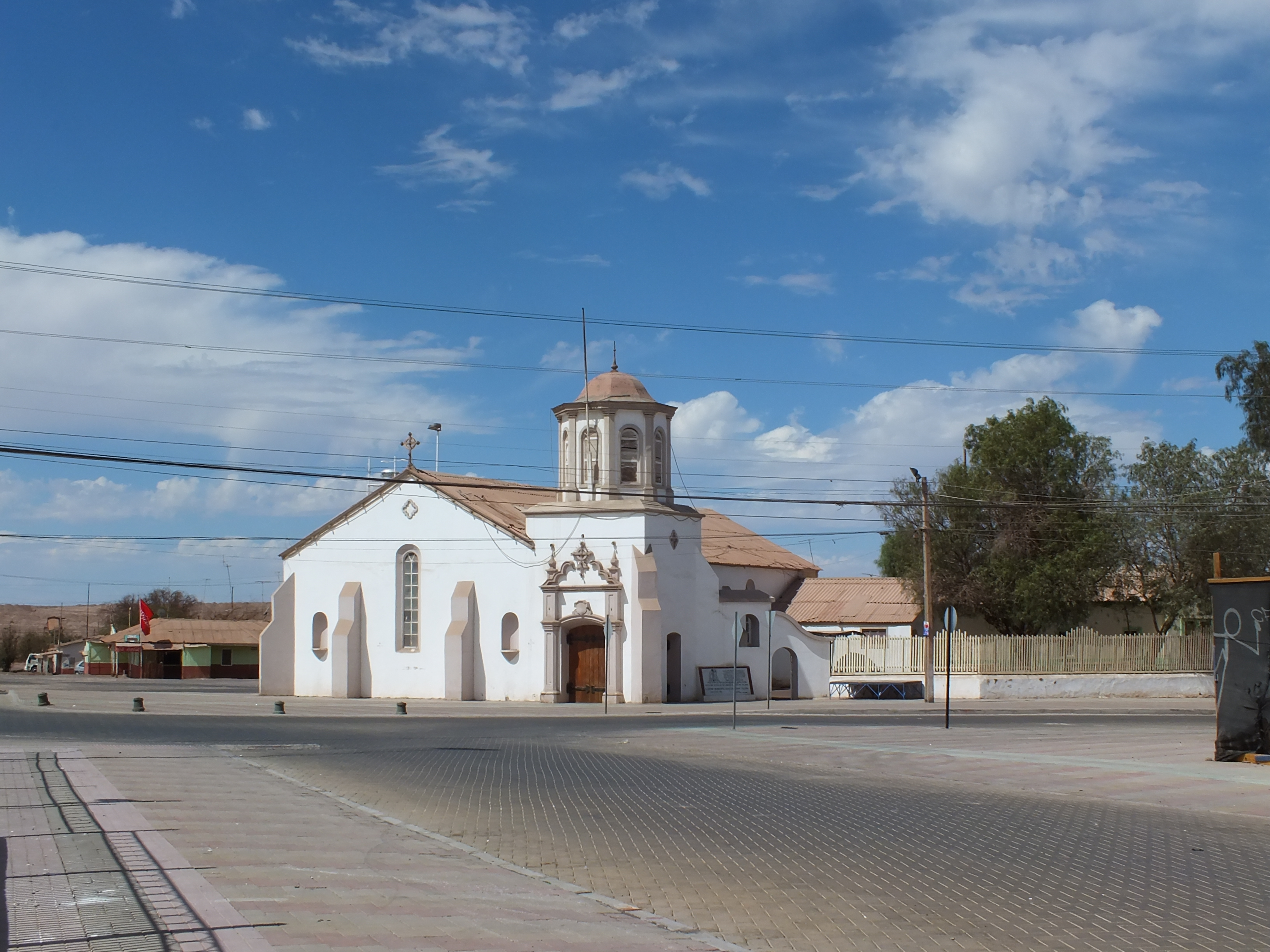
Igreja em María Elena.

A comuna de María Elena se divide nos seguintes distritos:
| Distrito          | População Censo 2002 | Área        |
| ----------------- | -------------------- | ----------- |
| Quillagua         | 400 hab.             | 4.014,7 km² |
| Rica Aventura     | 763 hab.             | 1.480,0 km² |
| Toco              | 526 hab.             | 1.937,5 km² |
| María Elena       | 4.596 hab.           | 1.475,0 km² |
| Francisco Vergara | 872 hab.             | 805,0 km²   |
| Pedro de Valdivia | 937 hab.             | 2.485,0 km² |